# Tlepolemus puerulus
Tlepolemus puerulus là một loài bọ cánh cứng trong họ Cerambycidae.